# 명선공주
명선공주(明善公主, 1659년 12월 28일 (음력 11월 15일) ~ 1673년 9월 12일 (음력 8월 2일))는 조선의 공주이며, 현종과 명성왕후 김씨의 장녀이다.

## 생애
1659년(현종 즉위년) 11월 15일, 현종(顯宗)과 명성왕후 김씨(明聖王后 金氏)의 둘째 딸로 태어났다. 언니가 생후 한달만에 사망하여 사실상 장녀로 여겨졌다.
1669년(현종 10년), 청나라 북경을 방문한 사신이 은자와 비단을 받아 돌아왔는데, 현종이 이를 명선공주에게 하사하자 송준길이 공적으로 얻은 것을 사적으로 사용하지 말것이며 호조에 보내라고 아뢰자 현종이 부끄러워 하였다.
1673년(현종 14년) 맹주서(孟胄瑞)의 아들 맹만택(孟萬澤)과 정혼하였으나 가례를 치르기 전 명선공주에게 두역(痘疫: 천연두)의 증상이 나타나 현종을 비롯한 세자, 세자빈 등이 경덕궁으로 거처를 옮겼다.
명선공주는 8월 2일, 14세의 나이로 요절하였으며 이미 혼례일을 정하고 가례청을 설치하였다는 이유로 현종은 맹만택의 작호를 거두지 않았다. 그러나 대신들이 혼례를 치르기 전에 공주가 죽은 점을 들어 작호를 거두기를 여러 차례에 걸쳐 간하여 현종이 이를 따랐다. 명선공주의 무덤은 경기도 성남시 수정구 태평동에 있다.

## 가족 관계
- 조부 : 효종(孝宗, 1619 ∼ 1659)
- 조모 : 인선왕후 장씨(仁宣王后 張氏, 1618 ~ 1674)
  - 아버지 : 현종(顯宗, 1641 ~ 1674)
- 외조부 : 청풍부원군 김우명(淸風府院君 金佑明, 1619 ~ 1675)
- 외조모 : 덕은부부인 은진 송씨(德恩府夫人 恩津 宋氏, 1621 ∼ 1660)
  - 어머니 : 명성왕후 김씨(明聖王后 金氏, 1642 ~ 1683)
    - 남동생 : 숙종(肅宗, 1661 ~ 1720)
    - 여동생 : 명혜공주(明惠公主, 1662 ∼ 1673)
    - 여동생 : 명안공주 온희(明安公主 溫姬, 1665 ∼ 1687)

## 같이 보기
- 현종